# ガリェゴ川

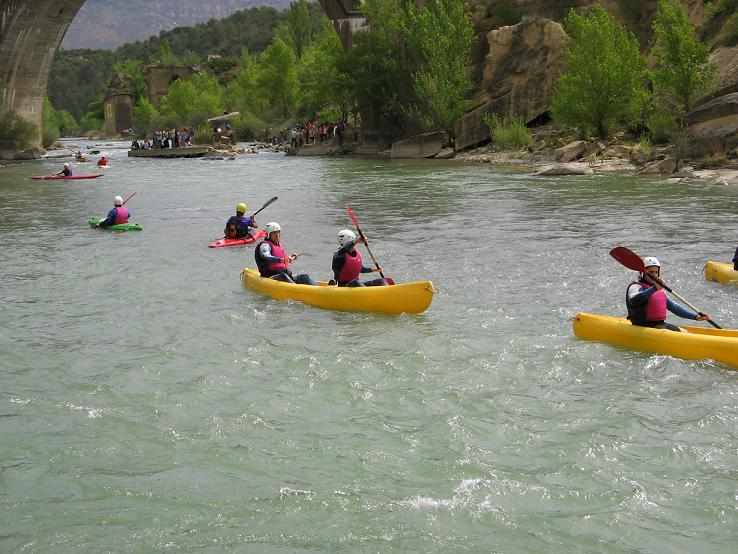
カヌーでの川下り

ガリェゴ川（ガリェゴがわ、スペイン語: río Gállego, アラゴン語: río Galligo）は、スペイン・アラゴン州を流れる河川。エブロ川の主要な支流のひとつである。全長は193.2km、流域面積は4,008.8km2である。名称はガリアのラテン語名「Gallicus」に由来する。

## 流路

### 上流
ガリェゴ川の源流はピレネー山脈にあり、ポルタレット峠に近い標高約2,200mのアネウ鞍部である。スペイン＝フランス国境までわずか数キロ、アラゴン州ウエスカ県の最北端に近く、最上流部にはスキー場や温泉町のパンティコーサなどが存在する。サリェント・デ・ガリェゴの町を超えると、ラヌーサ貯水池とブダル貯水池という2つの貯水池があり、周辺にはエスカリーリャ峡谷とコステチャル峡谷が形成されている。県道A-136号線と並行してテナ谷を下る。支流のカルダレス川やエスカーラ川も含めて上流部の急流はラフティングの練習地となる。上流部ではアグアス・リンピアス川、カルダレス川、エスカーラ川、ラナ・マジョール川、アウリン川などの支流がガリェゴ川の本流に合流し、その流量の大部分と特徴を決定づけている。

### 中流
ビエスカスの町からは比較的開けた場所を流れ、メルカドーナなどの工場が立地するサビニャニゴ付近では川の両側に平地が広がっている。サビニャニゴの西15kmにはこの付近最大の町であるハカがあるが、ハカはガリェゴ川の流域ではなくアラゴン川の流域である。フランス＝スペイン国境のサンポール峠には鉄道路線が敷設されており、この路線はハカを通ってサビニャニゴに至ると、その後は数十キロに渡ってガリェゴ川と並行している。
再び山中に入り、ペーニャ貯水池の南方で山を抜けてエブロ川流域平野に出る。ペーニャ貯水池の南すぐには最大275mの岩層が垂直にそそり立つマリョス・デ・リグロスがあり、この付近から鉄道はガリェゴ川を離れて南東のウエスカに向かう。ガリェゴ川はまっすぐ南に向かい、河川がウエスカ県とサラゴサ県の県境となっている。ソトネーラ貯水池西方にはセンターピボットによる円形農場もある。

### 下流
中流部と下流部では、グアルダ川、セコ川、アサボン川、ソトン川がわずかな流量の増加に寄与している。ガリェゴ貯水池、ラヌーサ貯水池、ブバル貯水池、サビニャニゴ貯水池などの水力発電を行う貯水池がある。アルディサ貯水池の少し下流にあるプエンデルーナ付近では、ダムから流れる本流にダムで取水された運河が並行し、サルト・デル・ロボ水力発電所に水を供給した後に本流に戻る。その後にはラバル・オンティナール・ダム、カマレーラ灌漑水路、ウルダン灌漑水路、ラバル灌漑水路などに水が供給される。
スエラの北方、エル・テンプル集落付近からは灌漑畑が増える。マリョス・デ・リグロス付近で河岸を離れていた鉄道路線は、スエラ付近で再びガリェゴ川と並行する。ビリャヌエバ・デ・ガリェゴの脇を通ってサラゴサ都市圏に近づき、サラゴサ市街地東方でエブロ川に合流する。その大部分が灌漑用水などに使用されるため、エブロ川との合流部近くでは流量が自然の状態の10%程度にまで減少する。サラゴサはエブロ川流域最大の町であり、ガリェゴ川と反対の南方からはウエルバ川がサラゴサ市街地でエブロ川に合流している。

## 環境
流域の自治体で活動する企業による農薬汚染によって、ガリェゴ川は深刻な環境被害を受けている。1975年から1989年の間に、サビニャニゴの2つの埋立地に115,000トン-160,000トンの有毒廃棄物が投棄され、何らかの理由で一部が河川に漏れ出したと推定されている。

## ギャラリー

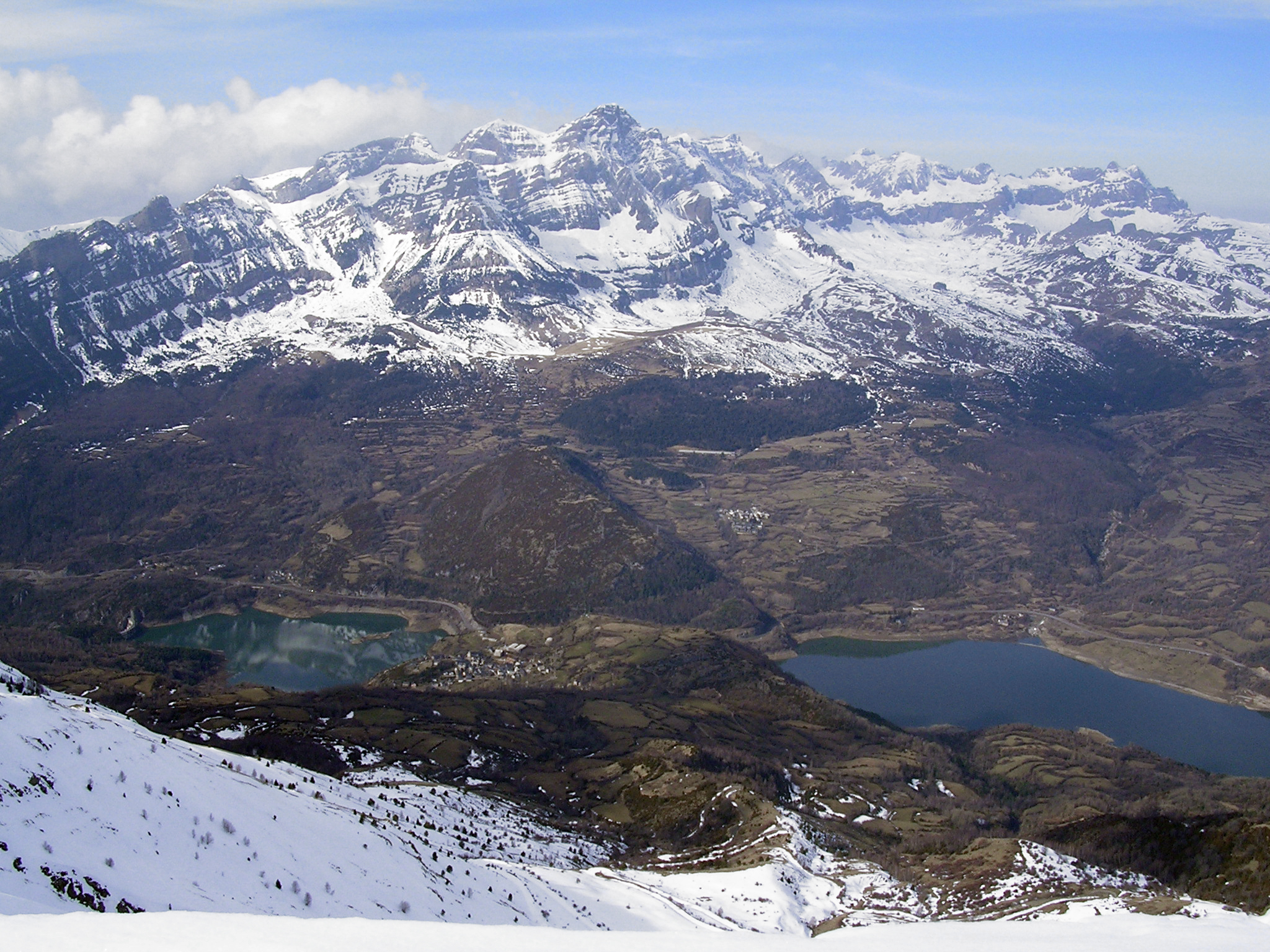
ピレネーと上流部にある貯水池
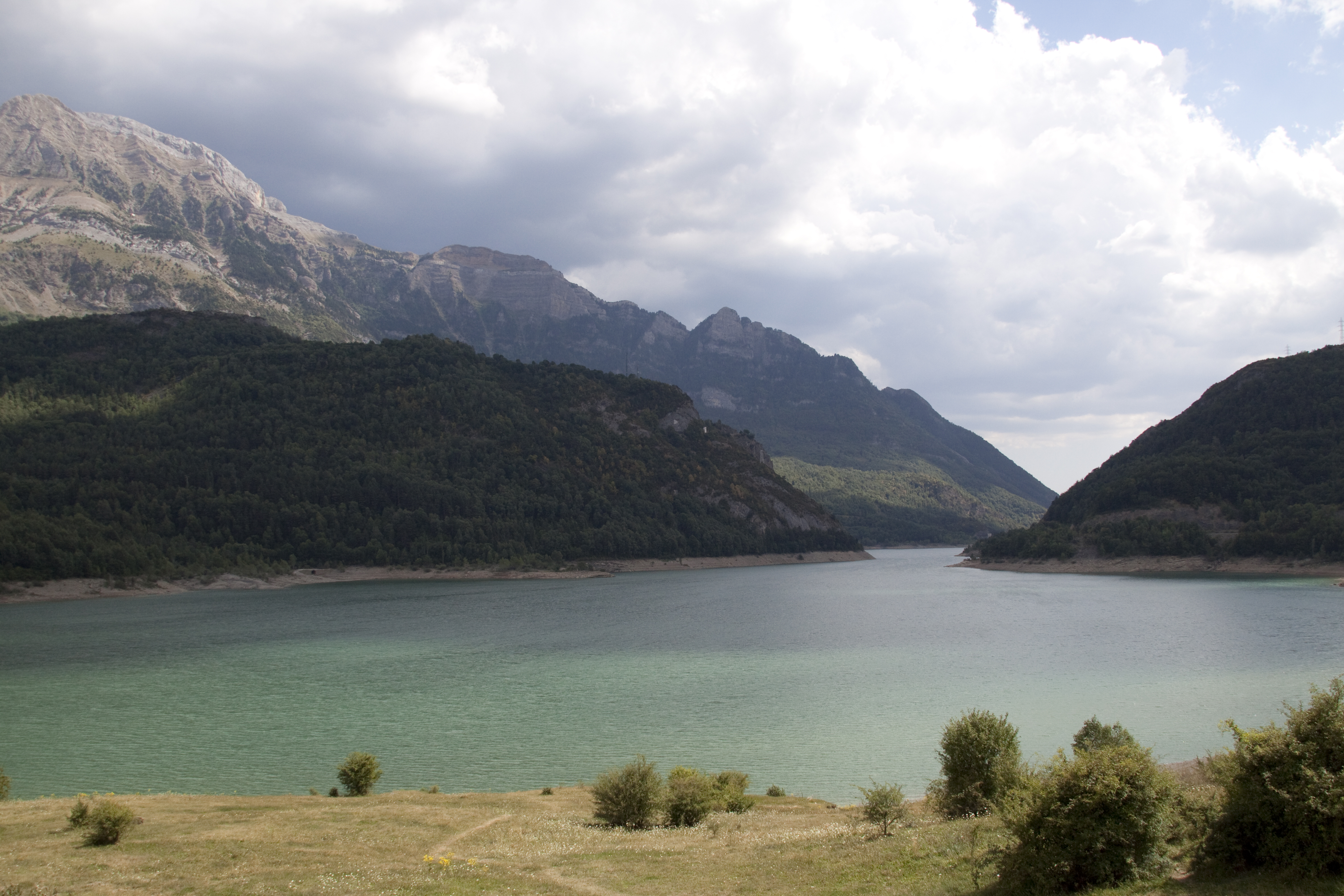
ブバル貯水池
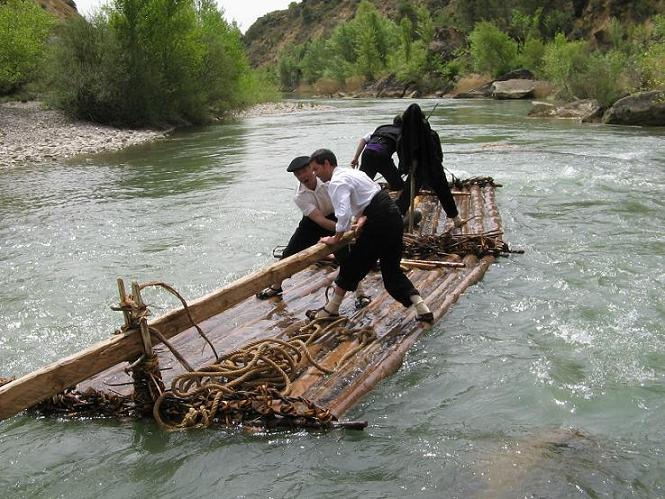
筏での川下り
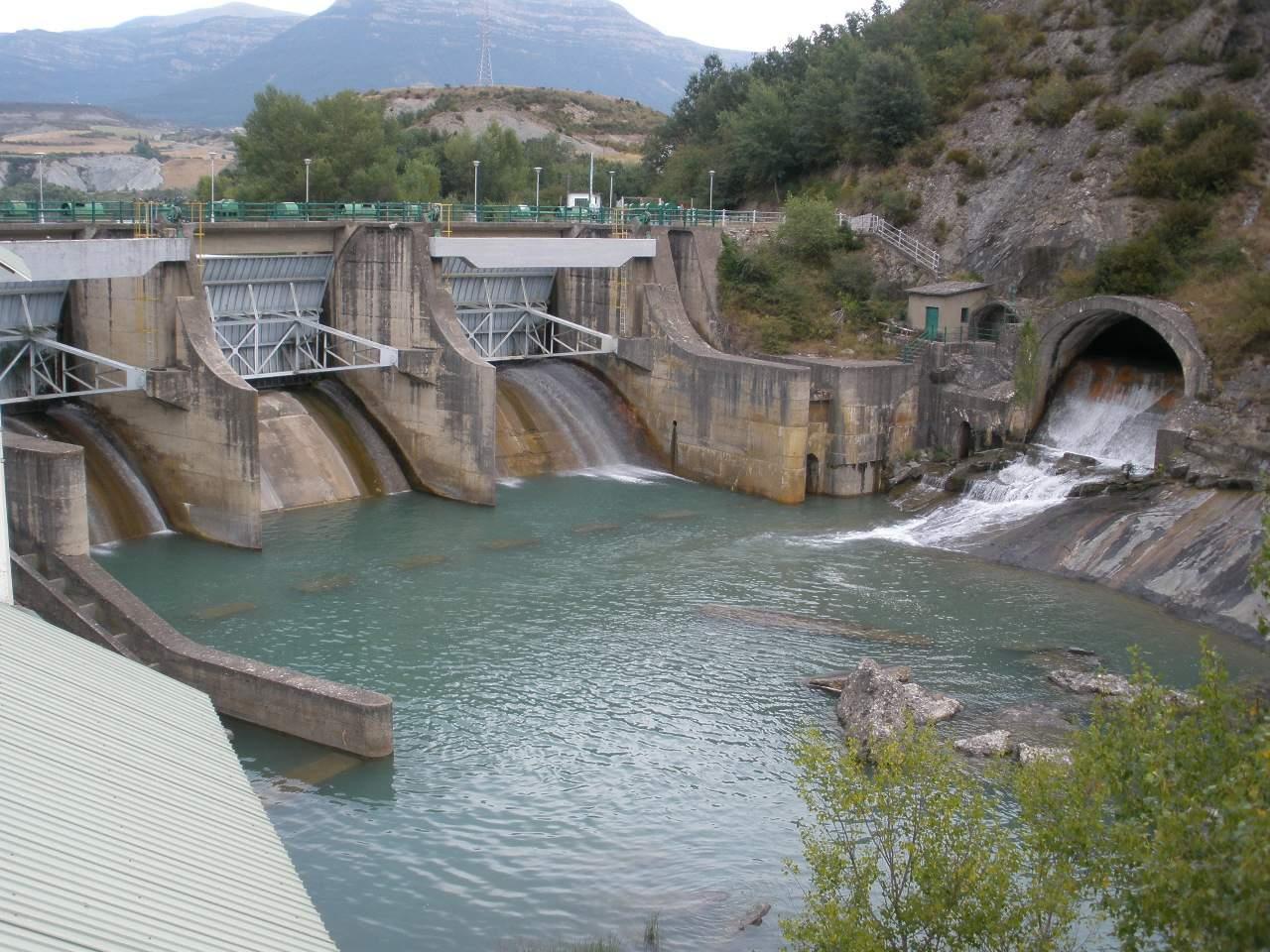
サビニャニゴ・ダム
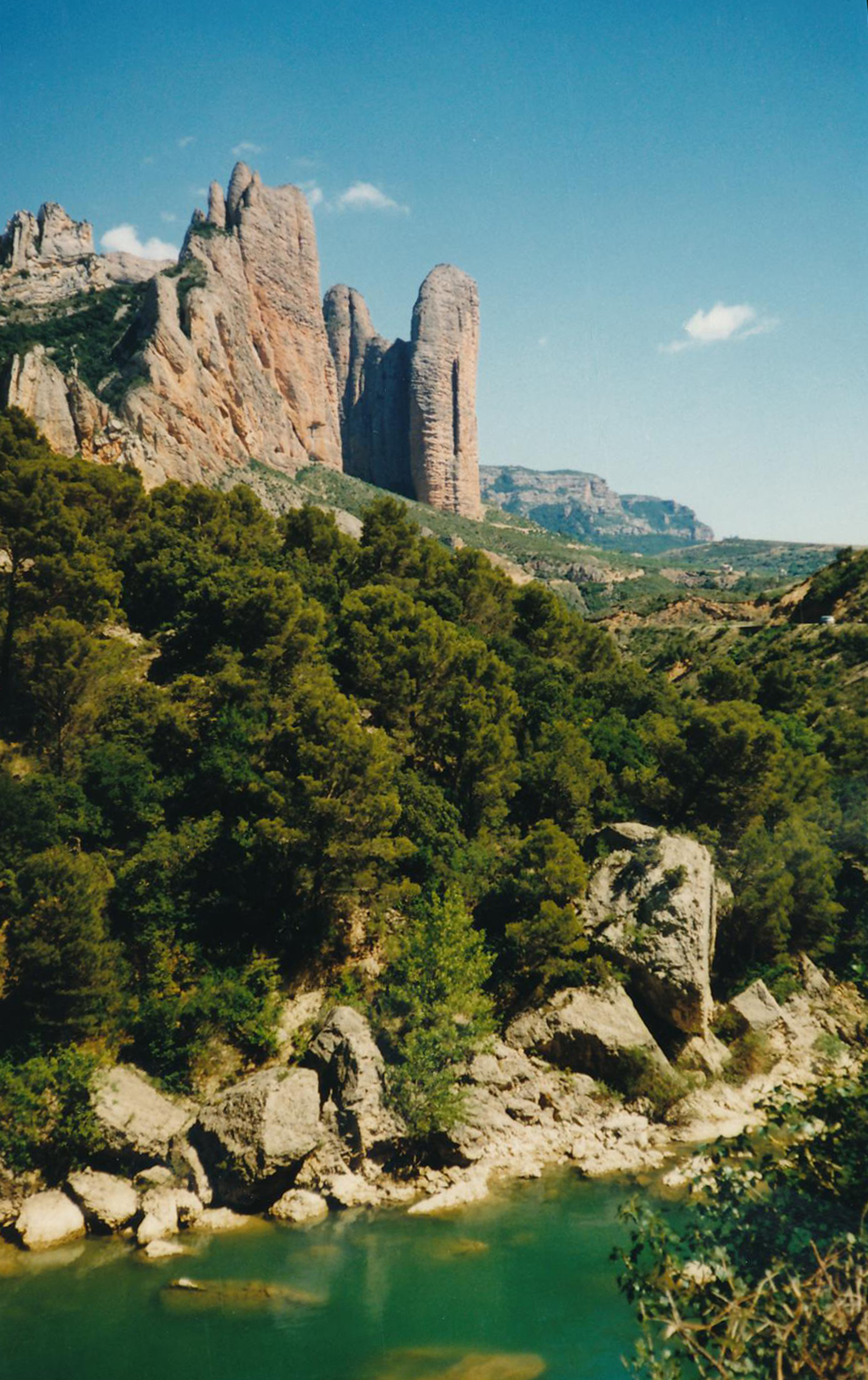
ガリェゴ川とマリョス・デ・リグロス（スペイン語版）